# Dniprelstan, Solone
Dniprelstan (în ucraineană Дніпрельстан) este un sat în comuna Vasîlivka din raionul Solone, regiunea Dnipropetrovsk, Ucraina.

## Demografie
Componența lingvistică a localității Dniprelstan
     Ucraineană (90,24%)
     Rusă (9,15%)
Conform recensământului din 2001, majoritatea populației localității Dniprelstan era vorbitoare de ucraineană (90,24%), existând în minoritate și vorbitori de rusă (9,15%).